# ماکینو چیکاشیگه
ماکینو چیکاشیگه (به ژاپنی: 牧野 親成 Makino Chikashige); ۱ ژانویهٔ ۱۶۰۷ – ۱۹ اکتبر ۱۶۷۷) سامورایی اهل ژاپن بود. یک دایمیو ژاپنی از اوایل دوره ادو بود. او همچنین با عنوان سادو نو کامی - ماکینو سادو نو کامی چیاشیگه - شناخته می‌شد. او پسر ماکینو تاکومی نو کامی نوبوشیگه بود.
ماکینوها به عنوان یکی از دایمیوهای فودای یا دایمیوی خودی که ملازم ارثی یا متحدان خاندان توکوگاوا بودند، برخلاف دایمیوهای توزاما یا خاندان‌های خارجی شناسایی می‌شدند.